# Wola Rudzka
Wola Rudzka (także Ruda Opolska) – wieś w Polsce położona w województwie lubelskim, w powiecie opolskim, w gminie Opole Lubelskie.
| SIMC    | Nazwa        | Rodzaj    |
| ------- | ------------ | --------- |
| 0388613 | Kulig        | część wsi |
| 0388620 | Pustelnia    | część wsi |
| 1022950 | Ruda Opolska | część wsi |

W latach 1975–1998 miejscowość administracyjnie należała do ówczesnego województwa lubelskiego.
Wieś stanowi sołectwo w gminie Opole Lubelskie. Według Narodowego Spisu Powszechnego z roku 2011 wieś liczyła 160 mieszkańców.